# Xã Byron, Quận Cass, Minnesota
Xã Byron (tiếng Anh: Byron Township) là một xã thuộc quận Cass, tiểu bang Minnesota, Hoa Kỳ. Năm 2010, dân số của xã này là 144 người.